# Ларинское (Ярославская область)
Ларинское — деревня в Покровской сельской администрации Покровского сельского поселения Рыбинского района Ярославской области.
Деревня расположена примерно в 1,5 км на восток от села Покров и автомобильной дороги Р104 на участке Углич-Рыбинск. Деревня находится в центре открытой равнины в междуречье Коровки и Черёмухи. Практически вместе с деревней находится деревня Гурьево. Примерно в 1 км к югу — деревня Овсянниково, а к северу деревня Ивановское, а к востоку и юго-востоку лесной массив за которым протекает река Черёмуха.
Деревня Ларинская указана на плане Генерального межевания Рыбинского уезда 1792 года.
Численность постоянного населения на 1 января 2007 года 2 человека. По почтовым данным в деревне 9 домов..